# Naylah Al-Dayeni
Naylah Al-Dayeni (1 de diciembre de 2004) es una deportista iraquí que compite en tenis de mesa adaptado. Ganó una medalla de oro en los Juegos Paralímpicos de París 2024, en la prueba individual (clase WS6).

## Palmarés internacional
| Juegos Paralímpicos | Juegos Paralímpicos | Juegos Paralímpicos | Juegos Paralímpicos |
| Año                 | Lugar               | Medalla             | Prueba              |
| ------------------- | ------------------- | ------------------- | ------------------- |
| 2024                | París (Francia)     | Medalla de oro      | Individual WS6      |